# Крекінг-установка у Карлені
Крекінг-установка у Карлені — колишнє підприємство нафтохімічної промисловості на північному сході Франції, у Лотарингії.
Першу установку парового крекінгу в Карлені ввели в експлуатацію у 1968 році, а за два роки стартувало будівництво ще одного піролізного виробництва. Їхню сукупну потужність у підсумку довели до 568 тис. т етилену на рік. Як сировину використовували газовий бензин (naphtha), котрий первісно постачали із запущеного в 1967 році франко-німецького НПЗ Klarenthal. Потім сировина постачалася з Лавери (узбережжя Середземного моря) по тому самому трубопроводу, яким перекачували й нафту. Це призводило до забруднення газового бензину, так що з 1993 року для цього задіяли окремий продуктопровід Донж — Мелен — Мец, котрий прямує від берегів Біскайської затоки.
Вироблений етилен використовували на лініях полімеризації потужністю 210 тисяч тонн. Крім того, з 1970 року цей олефін подавали по спеціально спорудженому трубопроводу до розташованого за три десятки кілометрів майданчику в Сарральбі. Тут компанія Solway, вимушена закрити неконкурентоздатне содове виробництво, також почала продукувати полімер споживаючи до 200 тис. т етилену на рік. У Карлені також розташовувалось виробництво стіролу в обсягах 330 тисяч тонн на рік. Починаючи з другої половини 2000-х власник майданчика компанія Total почала оптимізувати свої виробничі потужності, скоротивши зазначений показник до 150 тис. т.
Переробка важкої, як для нафтохімії, сировини дозволяла продукувати пропілен в обсягах 190 тис. т на рік. З 1976-го він споживався для виробництва поліпропілену у Сарральбі, доставка куди здійснюється залізничним транспортом. У підсумку на майданчику Solway спорудили три лінії загальною потужністю 240 тис. т, при цьому станом на середину 2010-х найбільша з них потужністю 150 тисяч тонн перебувала у консервації, а закупівля пропілену в Карлені припинилась.
З 2001 року латаринзький майданчик Total за допомогою етиленопроводу Вір'я — Карлен був під'єднаний до підземного сховища олефінів у Вір'ї, а відтак виявився пов'язаним з кількома піролізними установками південної Франції (у Фейзені, Лавері та Етан-де-Берр). Це відіграло важливу роль в умовах зростання цін на нафту та погіршення економіки розрахованих на газовий бензин виробництв. У кінці 2000-х років у Карлені закрили одну з установок, а з 2015-го припинилась експлуатація другої. При цьому виробництво полімерів продовжувалось, а етилен постачали по зазначеному продуктопроводу.